# 西本歩未
西本 歩未（にしもと あみ、1994年12月4日 - ）は、日本の女優。愛知県出身。
身長164cm。血液型O型。バウスプリット所属。

## 出演

### 映画
- ソロモンの偽証 後篇・裁判（2015年、松竹）
- グラスホッパー（2015年、松竹）

### テレビドラマ
- GTO（2014年、関西テレビ・フジテレビ）
- 玉川区役所 OF THE DEAD（2014年、テレビ東京）
- 警部補・杉山真太郎〜吉祥寺署事件ファイル 第10・11話（2015年、TBS）
- 僕らプレイボーイズ 熟年探偵社 第3話（2015年、テレビ東京）
- 水曜ミステリー9 検事・沢木正夫 第3作（2015年、テレビ東京）
- ドラマスペシャル 検事の死命（2016年、テレビ朝日）

### 舞台
- 細雪

### スチール
- ハクビ京都きもの学院